# Gian Luca Zodda
Gian Luca Zodda (* 2. května 1999 Sassuolo) je italský reprezentant ve sportovním lezení, vicemistr Itálie a juniorský mistr světa v lezení na rychlost.

## Výkony a ocenění
- 2016: juniorský mistr světa
- 2018: vicemistr Itálie a juniorský mistr světa

### Závodní výsledky
| Světový pohár | Světový pohár | Světový pohár   | Světový pohár |
| Rok           | 2016          | 2017            | 2018          |
| ------------- | ------------- | --------------- | ------------- |
| Rychlost      | 34            | 20              | 22            |
| jednotlivě*   | ,29,20,17,    | ,27,29,16,5,11, | ,21,7,19,29,  |

* poznámka: nalevo jsou poslední závody v roce
| Mistrovství Itálie | Mistrovství Itálie | Mistrovství Itálie | Mistrovství Itálie | Mistrovství Itálie |
| Rok                | 2015               | 2016               | 2017               | 2018               |
| ------------------ | ------------------ | ------------------ | ------------------ | ------------------ |
| Rychlost           | 3                  | 3                  | 3                  | 2                  |

| Mistrovství světa juniorů | Mistrovství světa juniorů | Mistrovství světa juniorů | Mistrovství světa juniorů |
| Rok                       | 2014 kat B                | 2016 kat A                | 2018 junioři              |
| ------------------------- | ------------------------- | ------------------------- | ------------------------- |
| Rychlost                  | 3                         | 1                         | 1                         |

| Mistrovství Evropy juniorů | Mistrovství Evropy juniorů | Mistrovství Evropy juniorů | Mistrovství Evropy juniorů |
| Rok                        | 2014 kat B                 | 2017 junioři               | 2018 junioři               |
| -------------------------- | -------------------------- | -------------------------- | -------------------------- |
| Rychlost                   | 3                          | 3                          | 2                          |

| Evropský pohár juniorů | Evropský pohár juniorů | Evropský pohár juniorů | Evropský pohár juniorů | Evropský pohár juniorů | Evropský pohár juniorů | Evropský pohár juniorů |
| Rok                    | 2013 kat B             | 2014 kat B             | 2015 kat A             | 2016 kat A             | 2017 junioři           | 2018 junioři           |
| ---------------------- | ---------------------- | ---------------------- | ---------------------- | ---------------------- | ---------------------- | ---------------------- |
| Rychlost               |                        |                        |                        |                        |                        |                        |
| jednotlivě*            |                        |                        |                        |                        |                        |                        |

* poznámka: nalevo jsou poslední závody v roce